# Magnetorotationsinstabilitet
Magnetorotationsinstabilitet eller MRI är en fluidinstabilitet som uppstår, när vinkelhastigheten hos en magnetiserad fluid minskar med att avståndet från rotationscentrum ökar. Den kallas även Velikhov- Chandrasekhar-instabilitet eller Balbus-Hawley-instabilitet i litteraturen - inte att förväxla med den Velikhov-instabilitet som är en elektrotermisk instabilitet. MRI är särskilt relevant inom astrofysik, där det är en viktig del av dynamiken hos ackretionsskivor. Balbus och Hawley var först med att inse instabilitetens astrofysiska vikt och förklara dess fysiska mekanism. Deras originalartikel om upptäckten har nu över 1.600 citeringar. 
Den är till sin natur ett magnetohydrodynamiskt (MHD)fenomen, utan hydrodynamisk motsvarighet.

## Exempel på tillämpningar
I solnebulosans inre och yttre delar i gasen joniserad = plasma
→ magnetfält, magnetiskt död zon i mellandelen.
Magnetfältet skapar friktion som gör skivans rotation instabil
→ turbulens bildas.
Turbulensen stör förtätningarna som gravitationen skulle kunna skapa. Men ger också möjligheter:
I död zon faller material inåt. När det når inre plasmat bildas täta virvlar:
Simuleringar i Uppsala: I virvlarna sammanbinds stenar så effektivt att kraftig planetbildning uppstår.